# Трамбауэр, Фрэнки
Ори Фрэнк «Трам» Трамбауэр (англ. Orie Frank "Tram" Trumbauer; 1901—1956) — американский джазовый саксофонист и вокалист, популярный в 1920—1940-е годы. Основным его инструментом был саксофон в строе «до» (так называемый C-melody saxophone, по размеру и высоте звучания находящийся между альт- и тенор-саксофоном). Также он играл на альт-саксофоне, саксофоне, фаготе, кларнете и нескольких других музыкальных инструментах.

## Биография
Родился 30 мая 1901 года в Карбондейле, штат Иллинойс, США. Частично происходил из индейского народа чероки. Его мать была музыкантом, руководила саксофоническим и театральным оркестрами. Рос Фрэнки в Сент-Луисе, с детства обучался игре на скрипке, фортепиано, тромбоне и флейте. В 1917-м поступил в оркестр Военно-морских сил США, в котором прослужил один год. В 1925-м организовал в Сент-Луисе собственный оркестр, в состав которого вошёл и Бикс Байдербек. Однако год спустя Трам распустил бэнд и вместе с Байдербеком присоединился к «Victor Recording Orchestra» Джина Голдкитта. После ухода от Голдкитта, через некоторое время, в 1927-м, Трамбауэр заключил на три года контракт с Okeh Records и выпустил 78-ю запись Singin' the Blues, где Байдербек играет на корнете, а Эдди Лэнг на гитаре. В том же 1927 году Фрэнки присоединился к оркестру Пола Уайтмена, в котором постоянно играл до 1936 года включительно. В этом коллективе к нему и пришла слава после записи таких популярных танцевальных пьес, как Three Blind Mice и Krazy Kat. В 1936-м он собрал новый собственный оркестр, который возглавлял до 1939 года.
Помимо музыки, Трамбауэра серьёзно интересовала авиация, он мечтал стать пилотом. Ради этого увлечения он иногда прерывал занятия музыкой. В 1940—1945 годах Трамбауэр работал инспектором гражданской авиации в Канзас-Сити (штат Миссури), после чего вернулся на сцену, но всего лишь на два года. В это время сотрудничал с Джимми и Томми Дорси, Эдди Кондоном и Джеком Тигарденом, успел выпустить такие популярные хиты, как Singin’ the Blues, I’m Coming Virginia, Way Down Yonder in New Orleans, For No Reason at All in C. В 1947-м он решил навсегда оставить музыку. Поселившись в Санта-Монике, штат Калифорния, последние годы жизни посвятил авиации.
Скончался от сердечного приступа в возрасте 55 лет, 11 июня 1956 года, в Канзас-Сити.

## Вклад в мировой джаз
Трамбауэр известен как сочинитель изысканных мелодий для саксофона. Он признан одним из ведущих руководителей небольших джазовых коллективов 1920—1930-х гг. Запись Singin’ the Blues, сделанная в 1927-м с Биксом Байдербеком и Эдди Лэнгом, в 1977 году была включена в «Зал славы премии „Грэмми“». В число главных записей Трамбауэра входят Krazy Kat, Red Hot, Plantation Moods, Trumbology, Tailspin, Singin’ the Blues, Wringin’ an’ Twistin’ и For No Reason at All in C с Биксом Байдербеком и Эдди Лэнгом, а также первый хит на песню Georgia on My Mind, записанный в 1931 году.
Трамбауэр был одним из наиболее влиятельных джазовых саксофонистов 1920—1930-х гг. Его также вспоминают благодаря сотрудничеству с Биксом Байдербеком и Эдди Лэнгом, которое произвело на свет ряд великолепных новаторских джазовых записей. Наряду со своим другом и партнёром по творчеству Байдербеком Фрэнки Трамбауэр считается одним из лучших белых джазовых музыкантов 1920-х гг. Бадд Джонсон вспоминал: «…Тогда Фрэнки был величиной, все пытались играть, как он. Он был королём альт-саксофона, как Хокинс — королём тенора».

## Список избранных синглов[3]
- Singin’ the Blues (1927)
- Riverboat Shuffle (1927).
- I’m Coming Virginia (1927).
- There’s a Cradle in Caroline (1927).
- Dusky Stevedore (1928).
- Mississippi Mud (1928).
- Get Happy (1930).
- Georgia on My Mind (1931).
- Medley of Isham Jones Dance Hits (1932).